# Paxton (Californie)
Pour les articles homonymes, voir Paxton.
Paxton est une census-designated place inhabitée du comté de Plumas, dans l'État de Californie, aux États-Unis,.